# Ilyocypris gibba
Ilyocypris gibba är en kräftdjursart som först beskrevs av Ramdohr 1808.  Ilyocypris gibba ingår i släktet Ilyocypris och familjen Ilyocyprididae. Arten är reproducerande i Sverige. Inga underarter finns listade i Catalogue of Life.